# Пилиг
Пилиг (њем. Pillig) општина је у њемачкој савезној држави Рајна-Палатинат. Једно је од 86 општинских средишта округа Мајен-Кобленц. Према процјени из 2010. у општини је живјело 492 становника. Посједује регионалну шифру (AGS) 7137087.

## Географски и демографски подаци
Пилиг се налази у савезној држави Рајна-Палатинат у округу Мајен-Кобленц. Општина се налази на надморској висини од 220 метара. Површина општине износи 6,3 km². У самом мјесту је, према процјени из 2010. године, живјело 492 становника. Просјечна густина становништва износи 78 становника/km².